# Generalitat

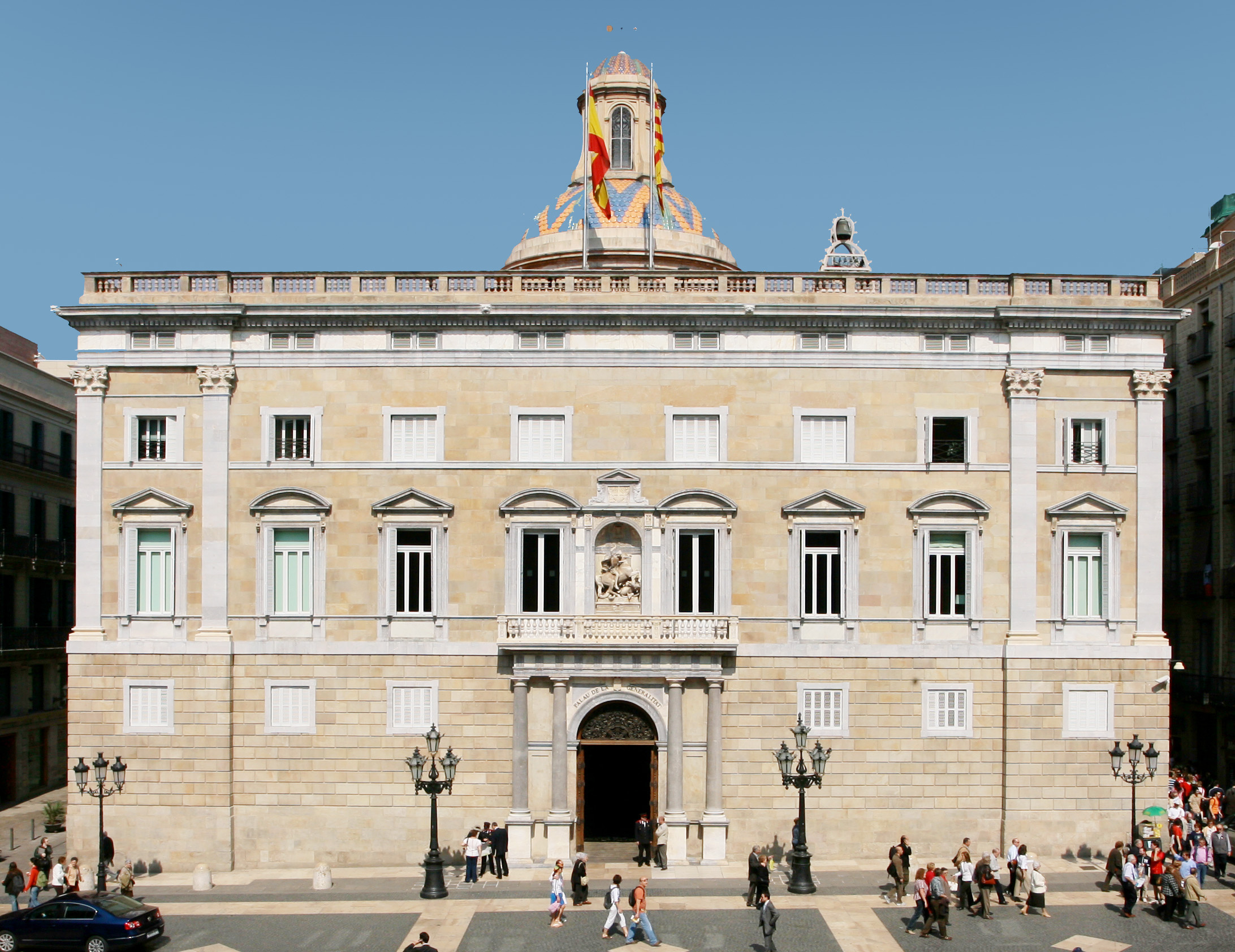
Palacio de la Generalitat de Cataluña, en Barcelona.

Generalitat (pronunciación en catalán: /ʒənəɾəliˈtat/, literalmente en español 'Generalidad') es el nombre de dos importantes instituciones políticas medievales y modernas tempranas, y sus análogos modernos en el actual reino de España. El antiguo principado de Cataluña y el reino de Valencia estaban regidos por Generalitats. Hoy, Cataluña y la Comunidad Valenciana tienen sistemas de autogobierno llamados Generalitats, y son dos de las 17 comunidades autónomas de España. El término también se utiliza para el gobierno de la comarca semiautónoma del Valle de Arán, la Generalitat a l'Aran.
La institución de la Generalitat se remonta al siglo XIII, cuando se crearon las cortes medievales del antiguo principado de Cataluña y del reino de Valencia respectivamente. El término se refiere originalmente a la delegación de miembros de las "Corts", que supervisaban la implementación de las decisiones de las Cortes entre sesiones, y se deriva de la "Diputació del General" (de Cataluña). Las Generalitats catalana y valenciana fueron abolidas por los Decretos de Nueva Planta, firmados por Felipe V de España a principios del siglo XVIII, y restablecidas tras la muerte de Francisco Franco en 1975; aunque también hubo algunos años de Generalitat en Cataluña durante la Segunda República Española (1931-1939). La Generalitat de Arán (Generalitat a l'Aran) fue creada legalmente por la modificación del Estatuto de Autonomía de Cataluña en 2006, aunque en el Valle de Arán ya se disfrutaba de una autonomía considerable dentro de Cataluña (bajo el amparo del Estatuto de Autonomía de 1979).
Hoy, Generalitat se refiere a los tres poderes del gobierno, no simplemente al ejecutivo. Por ejemplo, el ejecutivo catalán es, oficialmente, el "Gobierno de la Generalidad de Cataluña" (Govern de la Generalitat de Catalunya), mientras que los de la Comunidad Valenciana y el Valle de Arán son conocidos como el "Consejo de la Generalidad Valenciana" (Consell de la Generalitat Valenciana) y el Síndic (síndico) respectivamente.